# Spilogona churchillensis
Spilogona churchillensis este o specie de muște din genul Spilogona, familia Muscidae, descrisă de Huckett în anul 1965.
Este endemică în California. Conform Catalogue of Life specia Spilogona churchillensis nu are subspecii cunoscute.